# Kareda (Orissaare)
Kareda – wieś w Estonii, w prowincji Sarema, w gminie Orissaare. 1 stycznia 2007 roku wieś zamieszkiwało 25 osób.